# Otočje Rosario
Otočje Rosario (Islas del Rosario), imenovano tudi Corales Islas del Rosario (Koralni otoki Rosario), je arhipelag ob obali Kolumbije, približno 100 kilometrov od Cartagene. Pripadajo departmaju Bolívar. So eden od 46 naravnih narodnih parkov Kolumbije. Narodni park je bil ustanovljen leta 1988 za zaščito enega najpomembnejših koralnih grebenov kolumbijske karibske obale. Ljudje lahko obiščejo območje narodnega parka na otokih, na voljo pa so tudi ogledi. Otok Rosario ima akvarij in oceanarij na odprtem morju, ki ju lahko ljudje obiščejo. Dejavnosti med drugim vključujejo plavanje, potapljanje na dah z masko in ribolov.

## Geografija
Park ima površino 120.000 kvadratnih kilometrov, od črte najvišje plime do berila 50 metrov globine, sega od podvodne ploščadi in koralnih grebenov zahodno od otoka Baru, grebeni arhipelaga Nuestra Señora del Rosario in San Bernardo ter podvodna ploščad vmes, kot tudi otoki Tesoro, Rosario, Mucura in Maravilla.
Otoki so nastali pred približno 5000 leti kot posledica podmorske vulkanske aktivnosti.
Večji otoki so: Isla Grande, Isla Rosario, Isla Caribarú, Isla del Tresoro, stran od drugih otokov na severu, Isla Arena, stran od drugih otokov na jugu, Isla Macavi, Isla Pavitos, Isla San Quintín, Isla El Peñón, Isla San Martín, Isla Los Pajarales, Isla María del Mar, Isla Majayura, Isla Fiesta, Isla Pirata, Isla Cagua.

## Značilnosti
To območje je bilo razglašeno za naravni narodni park zaradi potrebe po ohranjanju in zaščiti koralnih grebenov in pripadajočih ekosistemov, kot so morska trava in mangrove ter številne vrste morskih alg in živali, ki jih naseljujejo.
Nastajanje koralnih grebenov je "...povečano na privetrni strani otokov" zaradi valovanja in lastnosti vode, ki spodbujajo rast koral. 
Danes so otoki Islas del Rosario z nizko vsebnostjo hranil v vodi in zato zelo čisto vodo ter koralnimi grebeni priljubljena destinacija za izlete in potapljanje.

## Zgodovina
Španske kronike pripovedujejo o domorodnem ljudstvu, ki pripada Karibom, ki je živelo na otočju, ko so prispeli konkvistadorji, in živeli predvsem od ribolova.